# Oleg Neguine
Oleg Igorievitch Neguine (en russe : Олег Игоревич Смирнов), né le 2 juillet 1970 à Moscou (Union soviétique), est un écrivain et scénariste russe.

## Filmographie

### Au cinéma
- 2007 : Le Bannissement
- 2012 : Elena
- 2014 : Léviathan
- 2017 : Faute d'amour

## Récompenses et distinctions
- 2014 : Festival de Cannes : Prix du meilleur scénario pour Léviathan
- 2015 : Guilde des historiens et critiques de cinéma (Moscou) : Prix (White Elephant) du meilleur scénario pour Léviathan